# Ḥa (Arabische letter)

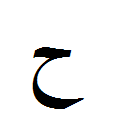
Ḥa in geïsoleerde vorm

Ḥāʾ, حاء, is de zesde letter van het Arabisch alfabet. Hij stamt af van de letter heth uit het Fenicische alfabet en is daardoor verwant met de Latijnse H, de Griekse eta en de Hebreeuwse chet. Aan de ḥa kent men de getalswaarde 8 toe.

## Uitspraak
De ḥa heeft geen equivalent in het Nederlands. Het is een stemloze faryngale fricatief, als het ware een "h" die men achter in de keel uitspreekt. De ḥa is de stemloze pendant van de letter 'ain.
Pas ervoor op om de ḥa niet te verwisselen met twee andere letters: de kha خ en de ha ه.

## Internet en chat
In domeinnamen, op internetforums en in chatgesprekken gebruikt men in plaats van de "h" wel de "7" om de ḥa weer te geven en hem te onderscheiden van de ha.

## Ḥa in Unicode
| Unicode Codepoint | U+062D            |
| Unicode-Name      | ARABIC LETTER HAH |
| HTML              | &#1581;           |
| ISO 8859-6        | 0xcd              |

Basisalfabet: ا (alif) · 
ب (ba) · 
ت (ta) · 
ث (tha) · 
ج (jim) ·
ح (ḥa) ·
خ (kha) ·
د (dal) ·
ذ (dhal) ·
ر (ra) ·
ز (zai) ·
س (sin) ·
ش (sjin) ·
ص (ṣad) ·
ض (ḍad) ·
ط (ṭah) ·
ظ (ẓa) ·
ع (ain) ·
غ (gain) ·
ف (fa) ·
ق (qaf) ·
ك (kaf) ·
ل (lam) ·
م (mim) ·
ن (nun) ·
ه (ha) ·
و (waw) ·
ي (ya)
Aanvullende tekens: ء (hamza) ·
آ (alif madda) ·
ة (tāʾ marbūṭa) ·
ى (alif maqṣūra) ·
لا (lām-alif)
Klinkertekens: fatḥa ·
kasra ·
ḍamma ·
shadda ·
sukūn ·
waṣla